# Mycetobia notabilis
Mycetobia notabilis är en tvåvingeart som beskrevs av Boris Mamaev 1968. Mycetobia notabilis ingår i släktet Mycetobia och familjen fönstermyggor. Inga underarter finns listade i Catalogue of Life.